# ونسو کیرکبی
ونسو کیرکبی (به سوئدی: Vansö kyrkby) یک سکونتگاه مسکونی در سوئد است که در Strängnäs Municipality واقع شده‌است.

## خصوصیات
ونسو کیرکبی ۰٫۲۱ کیلومترمربع مساحت و ۲۰۲ نفر جمعیت دارد.